# Molières (Dordogne)
Molières település Franciaországban, Dordogne megyében. Lakosainak száma 352 fő (2022. január 1.). Molières Calès, Badefols-sur-Dordogne, Bourniquel, Le Buisson-de-Cadouin, Saint-Avit-Sénieur és Pontours községekkel határos.

## Népesség
A település népességének változása:
| Lakosok száma | 347  | 294  | 315  | 313  | 323  | 326  | 330  | 335  | 337  | 352  |
|               | 1968 | 1982 | 1990 | 2006 | 2013 | 2015 | 2017 | 2019 | 2020 | 2022 |